# Caspar Ellenberg
Caspar Ellenberg var en svensk bildhuggare verksam på 1700-talet. Bland Ellenbergs efterlämnade arbeten märks altartavlan till Ivö kyrka som han utförde 1724.